# 아브토바즈
아브토바즈(АвтоВАЗ)는 러시아의 자동차 제조사이다. 모회사는 르노 그룹이다. 2012년에 인수하였으며, 러시아 최대 자동차 판매 브랜드 라다를 가지고 있다. 소련에서는 Zhiguli, Oka, Sputnik 등 다양한 이름을 사용했지만 1990년대에 단계적으로 폐지되고 러시아 시장에서는 라다(Lada)로 대체되었다. 2019년 12월부터 2020년 8월까지 아브토바즈는 쉐보레 브랜드가 적용된 니바(Niva) 자동차를 판매했다.
아브토바즈는 1966년 소련 정부에 의해 국영 자동차 제조업체로 설립되었다. 1990년대 민영화돼 2016년 10월부터 2022년 5월까지 르노의 자회사였다. 2022년 5월 러시아 정부에 다시 인수됐다. 이 회사는 라다 오토 홀딩(Lada Auto Holding)을 통해 러시아 국영 기업이 간접적으로 소유하고 있다.